# دونالد شلدون (دوچرخه‌سوار)
دونالد شلدون (انگلیسی: Donald Sheldon؛ زادهٔ ۲۶ مهٔ ۱۹۳۰) دوچرخه‌سوار اهل ایالات متحده آمریکا است. وی در بازی‌های المپیک تابستانی ۱۹۵۲ شرکت کرده است.